# Кугерь
Кугерь  — опустевшая деревня в Уржумском районе Кировской области в составе Уржумского сельского поселения.

## География
Находится на расстоянии примерно 7 километров на запад от районного центра города Уржум.

## История
Известна была с 1802 года, когда здесь было отмечено 26 душ мужского пола ясашных черемис. В 1873 году учтено дворов 12 и жителей 98, в 1905 36 и 220, в 1926 48 и 209 (в том числе мари 12), в 1950 29 и 110 соответственно. 

## Население
Постоянное население не было учтено как в 2002 году, так и в 2010.